# Hiram Mier
Hiram Ricardo Mier Alanís (Monterrey, 25 augustus 1989) is een Mexicaans voetballer die uitkomt voor de Mexicaanse club CF Monterrey. In 2011 maakte hij zijn debuut voor het Mexicaans voetbalelftal .

## Clubcarrière
Mier volgde de jeugdopleiding van CF Monterrey en begon in 2007 zijn carrière als professioneel voetballer. Enkele jaren speelde hij voor de B- en C-teams van de club, die uitkomen in de eerste en tweede divisie. Op 2 oktober 2010 debuteerde hij in de A-selectie van Monterrey in de Primera División de México tegen Necaxa. De wedstrijd in de Apertura 2010 werd met 2-1 gewonnen. Mier stond op het veld met Aldo de Nigris en Jonathan Orozco, twee van zijn latere collega's bij het Mexicaans voetbalelftal. De Apertura 2010 werd gewonnen en Mier speelde negen wedstrijden, waarvan acht volledig. Door de winst werd Monterrey toegelaten tot de CONCACAF Champions League in het seizoen 2010/2011. In april 2011 won Mier met Monterrey de Champions League door in de finale Real Salt Lake met 2-2, 1-0 te verslaan. Hij speelde tien van de twaalf wedstrijden, waaronder beide finalewedstrijden. In zowel het eerste als het tweede duel was Hiram Mier een niet gewisselde kracht. Ook de twee daaropvolgende seizoenen van de CONCACAF Champions League werden door CF Monterrey gewonnen.

## Interlandcarrière

### Mexico -23
Op 23 mei 2011 werd Mier opgeroepen voor het Mexicaans voetbalelftal onder 23 om deel te nemen aan het Zuid-Amerikaanse toernooi Copa América. Mexico was samen met Japan uitgenodigd voor deelname aan het toernooi. Japan haakte af door een onpraktische uitkomst met het competitieschema en de gevolgen van de zeebeving nabij Sendai, en werd vervangen door Costa Rica. Mexico was alleen gerechtigd deel te nemen met een juniorenelftal. In de groepsfase speelde Mier alle drie de wedstrijden. Mexico won geen wedstrijd en werd uitgeschakeld voor verdere deelname. In hetzelfde jaar nam hij met Mexico deel aan de Pan-Amerikaanse Spelen, die in eigen land werden gehouden. In de finale werd Argentinië met 1-0 verslagen. Met het elftal onder 23 nam hij deel aan het Toulon Espoirs-toernooi in 2012. In de finale tegen Turkije, die met 3-0 gewonnen werd, maakte hij de 2-0 in de 71e minuut. Op de Olympische Zomerspelen 2012 in Londen was Mier een vaste waarde in het Mexicaanse team. Hij speelde zes wedstrijden in het toernooi, waaronder de met 2-1 gewonnen finale tegen Brazilië.

### Mexico
Mier werd door bondscoach José Manuel de la Torre in september 2012 voor het eerst opgeroepen voor het Mexicaans voetbalelftal . Hij maakte zijn debuut op 12 september 2012 in een kwalificatiewedstrijd voor het Wereldkampioenschap voetbal 2014 tegen Costa Rica. Hij verving Jorge Torres Nilo in de 62ste minuut.
In 2013 werd Hiram Mier opgenomen in de selectie van Mexico voor de FIFA Confederations Cup. Het team werd in de eerste ronde uitgeschakeld. Hij speelde in alle wedstrijden.
| Interlands van Hiram Mier voor Mexico | Interlands van Hiram Mier voor Mexico | Interlands van Hiram Mier voor Mexico | Interlands van Hiram Mier voor Mexico | Interlands van Hiram Mier voor Mexico | Interlands van Hiram Mier voor Mexico | Interlands van Hiram Mier voor Mexico |
| №                                     | Datum                                 | Wedstrijd                             | Uitslag                               | Soort wedstrijd                       | Doelpunten                            |                                       |
| Als speler bij CF Monterrey           | Als speler bij CF Monterrey           | Als speler bij CF Monterrey           | Als speler bij CF Monterrey           | Als speler bij CF Monterrey           | Als speler bij CF Monterrey           | Als speler bij CF Monterrey           |
| ------------------------------------- | ------------------------------------- | ------------------------------------- | ------------------------------------- | ------------------------------------- | ------------------------------------- | ------------------------------------- |
| 1.                                    | 5 juli 2011                           | Chili – Mexico                        | 2 – 1                                 | Copa América                          | 0                                     |                                       |
| 2.                                    | 9 juli 2011                           | Peru – Mexico                         | 1 – 0                                 | Copa América                          | 0                                     |                                       |
| 3.                                    | 13 juli 2011                          | Uruguay – Mexico                      | 1 – 0                                 | Copa América                          | 0                                     |                                       |
| 4.                                    | 11 september 2012                     | Mexico – Costa Rica                   | 1 – 0                                 | Kwalificatie WK 2014                  | 0                                     |                                       |
| 5.                                    | 1 juni 2013                           | Mexico – Nigeria                      | 2 – 2                                 | Vriendschappelijk                     | 0                                     |                                       |
| 6.                                    | 16 juni 2013                          | Mexico – Italië                       | 1 – 2                                 | Confederations Cup                    | 0                                     |                                       |
| 7.                                    | 19 juni 2013                          | Brazilië – Mexico                     | 2 – 0                                 | Confederations Cup                    | 0                                     |                                       |
| 8.                                    | 22 juni 2013                          | Japan – Mexico                        | 1 – 2                                 | Confederations Cup                    | 0                                     |                                       |
| 9.                                    | 10 september 2013                     | Verenigde Staten – Mexico             | 2 – 0                                 | Kwalificatie WK 2014                  | 0                                     |                                       |
| 10.                                   | 31 oktober 2013                       | Mexico – Finland                      | 4 – 2                                 | Vriendschappelijk                     | 0                                     |                                       |
| 11.                                   | 9 oktober 2014                        | Bolivia – Mexico                      | 0 – 1                                 | Vriendschappelijk                     | 0                                     |                                       |
| 12.                                   | 15 april 2015                         | Verenigde Staten – Mexico             | 2 – 0                                 | Vriendschappelijk                     | 0                                     |                                       |

Bijgewerkt op 22 april 2016.